# العلاقات الإماراتية السورية
العلاقات الإماراتية السورية هي العلاقات بين دولة الإمارات العربية المتحدة والجمهورية العربية السورية. الإمارات العربية المتحدة لديها سفارة في دمشق في حين تحتفظ سوريا بسفارة في أبوظبي وقنصلية عامة في دبي. كلا البلدين جزء من منطقة الشرق الأوسط وتربطهما علاقات ثقافية وثيقة. وهناك العديد من المواطنين السوريين في دولة الإمارات العربية المتحدة.

## العلاقات الدبلوماسية
بحلول عام 2011، بدأت الحرب الأهلية السورية في سوريا. في 25 سبتمبر 2013، قال وزير الخارجية الإماراتي عبد الله بن زايد آل نهيان، إن الإمارات ستواصل دعم السوريين وتطلعاتهم المشروعة لاستعادة الأمن والاستقرار في البلاد. ومع ذلك، فإن الإمارات العربية المتحدة لم تدعم بنشاط حكومة بشار الأسد. في 13 يناير 2014، قال نائب الرئيس ورئيس الوزراء وحاكم دبي الشيخ محمد بن راشد آل مكتوم أنه لا يمكن أن يكون هناك حل طويل الأجل لإنهاء الحرب مع الأسد في السلطة، وتنبأ بأن الرئيس السوري سيفقد السلطة في نهاية المطاف.
على الرغم من أن الإمارات عبرت خلال الحرب عن الدعم الخطابي والدبلوماسي للمعارضة السورية، إلا أنها اتُهمت بالحفاظ على علاقات مع الحكومة السورية. وُصف موقفها من الصراع السوري بأنه «أقل عدوانية» من السعودية أو قطر، ولكن بخلاف مصر، ليس «مؤيداً للأسد». انتقدت الإمارات دعم السعودية وقطر وتركيا للجماعات الإسلامية المتمردة في سوريا.
شاركت دولة الإمارات العربية المتحدة في التدخل الذي تقوده الولايات المتحدة في سوريا عام 2014. وفي وقت لاحق، خالفت السعودية من خلال دعم التدخل العسكري الروسي في الحرب الأهلية السورية عام 2015، زاعمة أنه كان ضد «عدو مشترك». كما ورد أنها قدمت أموالا للجبهة الجنوبية المعتدلة، من خلال مركز عمليات عسكرية (MOC) مقره في عمان، رغم أن المركز كان غير نشط منذ عام 2017.
شاركت مع الولايات المتحدة في دعم وتدريب قوات سوريا الديمقراطية التي يهيمن عليها الأكراد. إلى جانب مصر وروسيا، تدعم أيضاً تيار الغد السوري، الذي له جناح عسكري، وهي قوات النخبة، التي كانت جزء من قوات سوريا الديمقراطية.
في أبريل 2018، ذكر أنور قرقاش، وزير الدولة الإماراتي للشؤون الخارجية، «موقفنا من الأزمة السورية واضح للغاية: فقبل بضع سنوات كان أمامنا خيار – دعم بشار الأسد أو المعارضة، التي انضم إليها الجهاديين، بل وعناصر إرهابية عديدة، واخترنا أن نكون في مكان ما في الوسط. ونحن نؤكد ضرورة التوصل إلى حل سياسي في سوريا. ومن المستحيل تحقيق الاستقرار في هذا البلد من خلال حل عسكري».
وفي يونيو 2018، انتقد قرقاش قرار تعليق العضوية السورية لجامعة الدول العربية، مشيراً إلى «أنه لم يكن لنا أي نفوذ سياسي على الإطلاق، ولا يمكننا تقديم منظور عربي إلى الكيفية التي ينبغي أن تحل بها القضية السورية».
في نوفمبر 2018، ذُكر أن الإمارات العربية المتحدة تتفاوض مع سوريا بشأن إعادة فتح سفارتها في دمشق، ولديها بالفعل دبلوماسي مقره هناك بصورة دائمة، وتعمل كوسيط بين سوريا والمملكة العربية السعودية في محادثات المصالحة التي يشارك فيها هذان البلدان. في نهاية المطاف، أعلنت الإمارات أنها أعادت فتح سفارتها في دمشق في 27 ديسمبر 2018 بعد أكثر من 6 سنوات من إغلاقها.
في مطلع يناير 2019، بعد افتتاح السفارة، أعلنت طيران الإمارات و‌فلاي دبي و‌الاتحاد للطيران عن خططهما للسفر إلى سوريا مرة أخرى، ولكن لم يتم الإعلان عن موعد بدء الرحلات الجوية مرة أخرى. في محاولة لاستعادة العلاقات مع الحكومة السورية، استضافت دولة الإمارات العربية المتحدة وفداً تجارياً سورياً في يناير 2019. ترأس الاجتماع رجل أعمال ومشرع مدرج في قائمة عقوبات وزارة الخزانة الأمريكية منذ عام 2011.
في 29 يناير 2019، في مقابلة مع وزير خارجية دولة الإمارات العربية المتحدة، ذكر أنه فيما يتعلق بالضربات الإسرائيلية على سوريا، تدعم دولة الإمارات العربية المتحدة سوريا وسورية عربية موحدة قادرة. لكنه قال أيضا إن الإمارات العربية المتحدة تعارض الوجود الإيراني في سوريا وأن الخلاف ناجم عن حرية الحركة التي تتمتع بها إيران في سوريا.
وفي ديسمبر 2019، أثنى عبد الحكيم إبراهيم النعيمي، القائم بالأعمال لدولة الإمارات العربية المتحدة في دمشق، على «القيادة الحكيمة للرئيس بشار الأسد»، واصفا العلاقات بين البلدين بأنها «متينة ومتميزة وقوية». ورد نائب وزير الخارجية السوري فيصل مقداد بالقول «لا يمكن أن ننسى أن الإمارات العربية المتحدة وقفت إلى جانب سوريا في حربها ضد الإرهاب».
في 27 مارس 2020، ناقش ولي عهد أبو ظبي، محمد بن زايد آل نهيان والرئيس السوري بشار الأسد، عبر الهاتف، جائحة كوفيد-19.
وفي 9 نوفمبر 2021 قام وزير خارجية دولة الإمارات العربية المتحدة عبد لله بن زايد آل نهيان بزيارة مفاجئة إلى دمشق وقام بمناقشة العلاقات وسبل تعزيزها مع الرئيس السوري بشار الاسد وتوسيع التعاون بين الدولتين على كافة المجالات.
في 18 مارس 2022، زار الرئيس الأسد الإمارات العربية المتحدة في أول رحلة خارجية له إلى دولة عربية منذ اندلاع احتجاجات الربيع العربي عام 2011.